# Luisão
Luisão, właśc. Anderson Luís da Silva (ur. 13 lutego 1981 w Amparo) – brazylijski piłkarz grający na pozycji obrońcy, wielokrotny reprezentant kraju.

## Kariera klubowa
Urodził się w Amparo w stanie São Paulo. Już w młodości grał w piłkę. Kiedy ukończył 19 lat został zawodnikiem CA Juventus. Miało to miejsce w roku 2000. Był tam pierwszoplanowym graczem. Szybko został zauważony przez inny brazylijski klub, Cruzeiro EC. Władze owego zespołu, postanowiły go jak najszybciej do siebie ściągnąć, gdzie rozegrał sezony od 2001 do 2003. W międzyczasie zdobył Copa Libertadores, Puchar i mistrzostwo Brazylii. Luisão był jednym z celniejszych transferów, ponieważ w 59 spotkaniach zdobył 7 bramek. Jest legedną Benfiki, do której trafił na początku sezonu 2003/2004. Wraz z kolegami sześciokrotnie zdobył mistrzostwo Portugalii, trzykrotnie Puchar Portugalii, siedmokrotnie Puchar Ligi, czterokrotnie Superpuchar. W rozgrywkach europejskich dwukrotnie był finalistą Ligi Europy.

## Kariera reprezentacyjna
W reprezentacji zadebiutował 23 lipca 2001 roku w meczu przeciwko Hondurasowi. Zagrał w finale Copa América, w którym zdobył wspaniałego gola oraz wygrał ten prestiżowy turniej. Został również powołany na Mistrzostwa Świata w Niemczech przez Carlosa Parreirę, gdzie z zespołem odpadł w ćwierćfinale. W reprezentacji Brazylii dotychczas rozegrał czterdzieści cztery mecze i strzelił trzy bramki.